# Skálie (Hnúšťa)
Skálie je průmyslová osada v údolí Rimavy, u silnice II/531 a železniční trati č. 174 (železniční zastávka Hačava-Skálie). Je součástí Hačavy jako místní části města Hnúšťa. Je tu závod na zpracování magnezitu (Slovenské magnezitové závody). Z hlediska životního prostředí je okolní krajina nenávratně znehodnocena imisemi z tohoto závodu.